# Bella Thorne
Annabella Avery „Bella” Thorne (Pembroke Pines, Florida, 1997. október 8. –) amerikai színésznő, énekesnő és modell.
Több mint 20 filmben és televíziós sorozatban és több mint 60 reklámban szerepelt. Legjobban a nagyravágyó fiatal táncos, CeCe Jones megszemélyesítőjeként ismert a Disney Channel Indul a risza! című sorozatából.

## Gyermekkora
Bella Thorne 1997. október 8-án született a floridai Pembroke Pinesben. Ő a legfiatalabb gyermek a családban, testvérei Kaili (1992), Dani (1993) és Remy (1995) szintén színészek és modellek. Bella, aki ír, olasz és kubai származású, a spanyol nyelvet beszélte először.

## Pályafutása
Bella Thorne első filmes szerepe a 2003-as Túl közeli rokonban volt, amelyben egy pályaszéli szurkolót játszott. Ezt követően több filmben és televíziós sorozatban is megjelent, többnyire vendégszereplőként. Látható volt a Jimmy Kimmel Live!, a Törtetők, a A narancsvidék (a fiatal Taylor Townsendként), az October Road (egy epizódban Angela Ferilliként, melyben egyik bátyja, Remy is szerepelt a fiatal Eddie Latekkaként), és az Édes, drága titkaink (Margaux Darlingként) epizódjaiban. 2007-ben a The Seer című filmben egy lányt alakított, akit természetfeletti látomások gyötörtek.
2008-ban Christian Slater és Taylor Lautner mellett szerepelt a rövid életű Elsőszámú ellenségem című drámasorozatban. Ruthy Spivey alakításáért 2010-ben a Young Artist Awarddal díjazták. A sorozat kapcsán Thorne az ő „Ellenségének” a nagy áttörés megtételét nevezte, mivel ez volt az első visszatérő szerep a pályafutása során. Ezután játszott a tízrészes Little Monk című websorozatban, mely a Monk – A flúgos nyomozó szereplőit mutatja be gyermekkorukban. 2009-ben a bosszúálló antagonista szerepét töltötte be a Forget Me Not című horrorfilmben.
2010-ben Thorne az HBO Hármastársak című sorozatának negyedik évadában tűnt fel. Jolean Wejbe-től vette át Bill Henrickson lányának, Tancy 'Teeny' Henricksonnak a szerepét. Vendégszereplőként jelent meg a Varázslók a Waverly helyből című sorozatban, mint Max Russo barátnője, Nancy Lukey. Emellett Bella a Raspberry Magicben vendégszereplősködött.

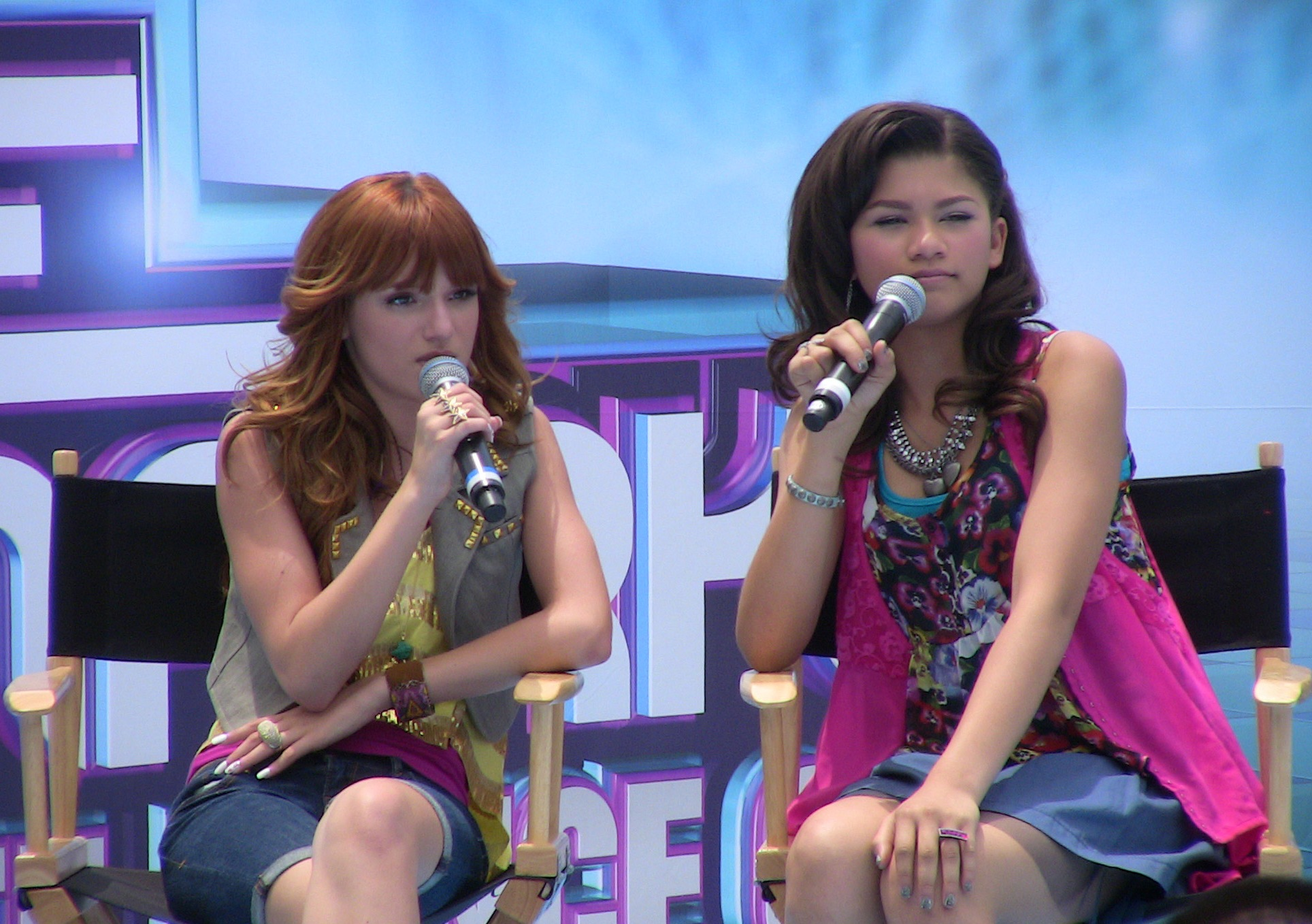
Bella és Zendaya a Indul a risza! promóciós eseményén

Bella Thorne elsöprő karriert futott be, mint gyermekmodell. Először hatévesen szerepelt egy szülői magazinban, ezután a Digital Light Processing, a Publix és a KFC reklámjaiban, majd olyan márkák nyomtatott reklámjaiban, mint a Barbie, az ALDO K!DS, a JLO by Jennifer Lopez, a Kaiya Eve Couture, a LaSenza Girl, a Tommy Hilfiger, a Ralph Lauren, a Guess?, a Target és a Justice. Iskola mellett modellkedett még a Searsnek is. A Seventeen magazine egy interjújában elmondta, hogy a nagy áttörést az jelentette számára, amikor a Texas Instruments szóvivőjének nevezték ki, de őszintén elismerte, hogy sokkal több projekttől esett el, mint amennyit előjegyzett, és családja támogatásának tulajdonítja, hogy túl sikerült tennie magát a csalódásokon.
Thorne jelenleg a Disney Channel Indul a risza! (Shake It Up, eredeti tervezett címén Dance, Dance Chicago) című szituációs komédiájának főszereplőjét, az ambiciózus táncos CeCe Jones-t alakítja. A show egy buddy film, aminek cselekménye tinédzser táncosok körül forog, a főszerepet Bella és a 14 éves Zendaya Coleman játssza. A sorozatot a kaliforniai Hollywoodban kezdték forgatni 2010 júliusában, majd 2010. november 7-én volt a premierje a Disney Channel-en. Bár Throne munkájának tekintélyes részét kamerák előtt végezte, a forgatás előtt nem rendelkezett semmilyen tapasztalattal a profi táncot illetően. Miután szerződött a Indul a riszá!-ba 2009 októberében, minden este három táncórát vett.
Bella Thorne, legjobb barátnőjével, Zendaya Colmennel szerepelt a Indul a risza! filmben a Disney csatornán. A film két táncosról Rocky Blueról (Zendaya Colmen) és Cece Johnsról (Bella Thorne) szól, akik be szeretnének kerülni, az Indul a risza Chicago tini sorozatba.

## Magánélete

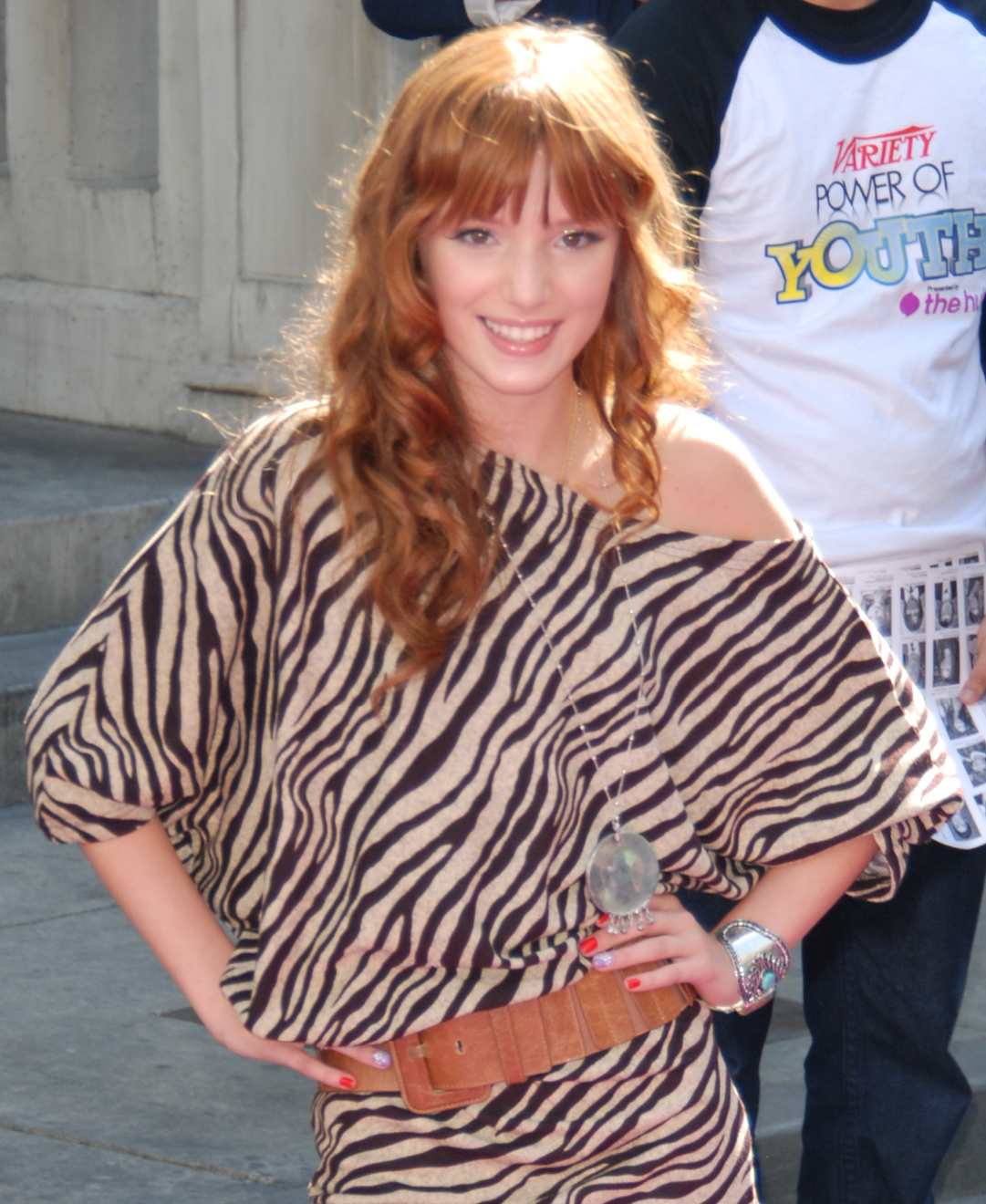
Bella Thorne 2010-ben

Bella Thorne a floridai Pembroke Pinesból származik, de 2006 eleje óta Kaliforniában él a családjával. Érdeklődési körébe a tánc és a foci tartozik, szabadidejét a családjával tölti vagy házi kedvenceivel, két kutyával (egy cocker spániel és egy farkaskutya), hat macskával és egy teknőssel játszik. Bella azt is elárulta, hogy keményborítós könyvek gyűjtője, a 80-as évek zenéjét hallgatja és a YouTube-ot használja eszközként, hogy szerepébe bújhasson. Thorne lelkes támogatója a Humane Society of the United Statesnek, a Cystic Fibrosis Foundationnek és a The Nomad Organizationnek, mely szervezetek oktatást, élelmet és orvosi felszerelést biztosítanak az afrikai gyerekeknek.
Thorne 2007-ben egy járműbalesetben elvesztette az édesapját. Nyilvánosság előtt csak 2008 decemberében beszélt apja haláláról egy helyi televízió „View From The Bay” című műsorában adott interjújában.
Bellánál második osztályban diszlexiát állapítottak meg. Korábban állami iskolába járt, de az állandó megaláztatás miatt otthagyta az iskolát és magántanulóként folytatta. Jelenleg is otthon tanul. Sokat javított a tanulásában, miután elkezdett járni egy Sylvan Learning központba, s jelenleg már egy fokkal jobban ír és olvas. Thorne beszélt diszlexiájáról egy interjúban 2010 áprilisában az American Cheerleader Magazine-nak, és elárulta, hogy úgy tudott felülkerekedni képességzavarán, hogy kérlelhetetlenül elolvasott mindent, ami a keze ügyébe került, még a gabonapehely dobozának feliratait is.
2016. augusztus 23-án Twitter oldalán vállalta fel, hogy biszexuális.

## Filmográfia

### Film
| Év   | Magyar cím                                       | Eredeti cím                                                 | Szerep                     | Magyar hang        |
| ---- | ------------------------------------------------ | ----------------------------------------------------------- | -------------------------- | ------------------ |
| 2003 | Túl közeli rokon                                 | Stuck On You                                                | MC Sideline                |                    |
| 2007 |                                                  | Craw Lake (rövidfilm)                                       | Julia                      |                    |
| 2007 |                                                  | Finishing The Game                                          | Sue                        |                    |
| 2007 |                                                  | Blind Ambition                                              | Annabella                  |                    |
| 2007 |                                                  | The Seer                                                    | Claire Sue fiatalon        |                    |
| 2009 |                                                  | Water Pills (rövidfilm)                                     | lány                       |                    |
| 2009 |                                                  | Shake Rattle & Roll 11                                      | Ciara                      |                    |
| 2010 |                                                  | My Day. My Life (dokumentumfilm)                            | önmaga                     |                    |
| 2010 |                                                  | One Wish                                                    | hírnök                     |                    |
| 2010 | Málna mágia                                      | Raspberry Magic                                             | Sarah Patterson            |                    |
| 2012 | Katy Perry – A film: Part of Me (dokumentumfilm) | Katy Perry: Part of Me                                      | önmaga                     |                    |
| 2013 | Csocsó-sztori                                    | Underdogs                                                   | Laura fiatalon (hangja)    | Nemes Takách Kata  |
| 2013 |                                                  | The Frog Kingdom                                            | Froglegs királynő (hangja) |                    |
| 2014 | Kavarás                                          | Blended                                                     | Hilary "Larry" Friedman    | Laudon Andrea      |
| 2014 |                                                  | Mostly Ghostly: Have You Met My Ghoulfriend?                | Cammy Cahill               |                    |
| 2014 | Egy igazán csodás nap                            | Alexander and the Terrible, Horrible, No Good, Very Bad Day | Celia Rodriguez            | Bogdányi Titanilla |
| 2014 | Hókirálynő 2.                                    | The Snow Queen 2                                            | Gerda (hangja)             |                    |
| 2015 |                                                  | The DUFF                                                    | Madison Morgan             |                    |
| 2015 |                                                  | Big Sky                                                     | Hazel                      |                    |
| 2015 | Alvin és a mókusok – A mókás menet               | Alvin and the Chipmunks: The Road Chip                      | Ashley Grey                |                    |
| 2015 |                                                  | Little Door Gods                                            | Rain (angol hangja)        |                    |
| 2016 |                                                  | Shovel Buddies                                              | Kate                       |                    |
| 2016 | Ratchet és Clank: A galaxis védelmezői           | Ratchet & Clank                                             | Cora Veralux (hangja)      | Pikali Gerda       |
| 2016 | Halloween Madeával                               | Boo! A Madea Halloween                                      | Rain                       |                    |
| 2017 | Gyilkolj vagy meghalsz                           | Keep Watching                                               | Jamie Mitchell             | Laudon Andrea      |
| 2017 |                                                  | You Get Me                                                  | Holly Viola                |                    |
| 2017 | Amityville: Az ébredés                           | Amityville: The Awakening                                   | Belle Walker               | Csuha Borbála      |
| 2017 | A bébiszitter                                    | The Babysitter                                              | Allison                    | Gubik Petra        |
| 2018 | Gyilkos nemzedék                                 | Assassination Nation                                        | Reagan Hall                |                    |
| 2018 | Éjjeli napfény                                   | Midnight Sun                                                | Katie Price                | Csuha Borbála      |
| 2018 | Éjjeli napfény                                   | Midnight Sun                                                | Katie Price                | Törőcsik Franciska |
| 2018 |                                                  | Ride                                                        | Jessica                    |                    |
| 2018 | Látlak                                           | I Still See You                                             | Veronica Calder            | Bogdányi Titanilla |
| 2020 |                                                  | Infamous                                                    | Arielle Summers            |                    |
| 2020 | A bébiszitter – A kárhozottak királynője         | The Babysitter: Killer Queen                                | Allison                    | Gubik Petra        |
| 2020 |                                                  | Chick Fight                                                 | Olivia                     |                    |
| 2020 |                                                  | Girl                                                        | lány                       |                    |
| 2021 |                                                  | Masquerade                                                  | Rose                       |                    |
| 2021 |                                                  | Habit                                                       | Mads                       |                    |
| 2021 |                                                  | Time Is Up                                                  | Vivien                     |                    |
| 2022 | A bosszú mértéke                                 | Measure of Revenge                                          | Taz                        | Bogdányi Titanilla |
| 2022 |                                                  | Time Is Up 2                                                | Vivien                     |                    |

### Televízió
| Év        | Magyar cím                  | Eredeti cím                       | Szerep                      | Megjegyzések                                |
| --------- | --------------------------- | --------------------------------- | --------------------------- | ------------------------------------------- |
| 2006      | Törtetők                    | Entourage                         | kölyök                      | 1 epizód                                    |
| 2007      | A narancsvidék              | The O.C.                          | Taylor Townsend fiatalon    | 1 epizód                                    |
| 2007–2008 | Édes, drága titkaink        | Dirty Sexy Money                  | Margaux Darling             | visszatérő szereplő (2. évad)               |
| 2008      |                             | October Road                      | Angela Ferilli              | 1 epizód                                    |
| 2008      | Elsőszámú ellenségem        | My Own Worst Enemy                | Ruthy Spivey                | főszereplő                                  |
| 2009      |                             | In the Motherhood                 | Annie                       | 1 epizód                                    |
| 2009      | Észvesztő                   | Mental                            | Emily                       | 1 epizód                                    |
| 2009      |                             | Little Monk                       | Wendy                       | főszereplő                                  |
| 2010      | Varázslók a Waverly helyből | Wizards of Waverly Place          | Nancy Lukey                 | 1 epizód                                    |
| 2010      | Hármastársak                | Big Love                          | Tancy Henrickson            | főszereplő                                  |
| 2010–2013 | Indul a risza!              | Shake It Up                       | Cecelia „CeCe” Jones        | - főszereplő - magyar hangja: - Gulás Fanni |
| 2011      | Sok sikert, Charlie!        | Good Luck Charlie                 | Cecelia „CeCe” Jones        | 1 epizód                                    |
| 2011      |                             | Disney's Friends for Change Games | önmaga                      | 5 epizód                                    |
| 2014      | Phineas és Ferb             | Phineas and Ferb                  | Brigitte (hangja)           | 1 epizód                                    |
| 2014      | CSI: A helyszínelők         | CSI: Crime Scene Investigation    | Hannah Hunt                 | 1 epizód                                    |
| 2014      |                             | Red Band Society                  | Delaney Shaw                | 2 epizód                                    |
| 2015      | K.C., a tinikém             | K.C. Undercover                   | Jolie                       | 1 epizód                                    |
| 2015      | Sikoly                      | Scream                            | Nina Patterson              | 2 epizód                                    |
| 2017–2018 |                             | Famous in Love                    | Paige Townsen               | főszereplő                                  |
| 2019      |                             | Speechless                        | Cassidy                     | 1 epizód                                    |
| 2019      |                             | Tales                             | Janelle                     | 1 epizód                                    |
| 2020      | Robotcsirke                 | Robot Chicken                     | Jean Grey / Nermal (hangja) | 1 epizód                                    |
| 2020      |                             | The Masked Singer                 | önmaga                      | versenyző hattyú (3. évad)                  |
| 2021      |                             | Paradise City                     | Lily Mayflower              | főszereplő                                  |
| 2022      |                             | American Horror Stories           | Marci                       | 1 epizód                                    |

## Diszkográfia

### Albumok
- Jersey (2014)

#### Filmzenei albumok
| Cím                        | Album                                                                                    | Legjobb helyezés | Legjobb helyezés | Legjobb helyezés | Legjobb helyezés | Legjobb helyezés |
| Cím                        | Album                                                                                    | US               | US OST           | US Kids          | CAN              | MEX              |
| -------------------------- | ---------------------------------------------------------------------------------------- | ---------------- | ---------------- | ---------------- | ---------------- | ---------------- |
| Shake It Up: Break It Down | - Megjelent: 2011. július 11. - Formátumok: CD, digitális letöltés - Kiadó: Walt Disney  | 22               | 1                | 1                | —                | 65               |
| Shake It Up: Live 2 Dance  | - Megjelent: 2012. március 20. - Formátumok: CD, digitális letöltés - Kiadó: Walt Disney | 13               | 2                | 1                | 99               | —                |

### Kislemezek
| Cím                        | Év   | Legjobb helyezés | Legjobb helyezés | Legjobb helyezés | Legjobb helyezés | Album                      |
| Cím                        | Év   | US               | US Heat          | CAN              | UK               | Album                      |
| -------------------------- | ---- | ---------------- | ---------------- | ---------------- | ---------------- | -------------------------- |
| "Watch Me" (feat. Zendaya) | 2011 | 86               | 9                | —                | 192              | Shake It Up: Break It Down |
| "TTYLXOX"                  | 2012 | 97               | 15               | 71               | —                | Shake It Up: Live 2 Dance  |

#### Mint kiemelt művész
| Év   | Dal                             | Album              |
| ---- | ------------------------------- | ------------------ |
| 2011 | "Bubblegum Boy" (feat. Pia Mia) | albumon kívüli dal |

### Egyéb szereplések
| Év   | Dal                               | Album                            |
| ---- | --------------------------------- | -------------------------------- |
| 2012 | "Time to Mystery, Time to Winter" | Tinker Bell: Secret of the Wings |

## Díjak és jelölések
| Év   | Díj                      | Kategória | Munka                       | Eredmény | Ref.          |
| ---- | ------------------------ | --- | --------------------------- | -------- | ------------- |
| 2008 | Young Artist Award       | Fiatal színésznő legjobb alakítása televíziós sorozat vendégszerepében                                                                                              | A narancsvidék              | Jelölve  | [ 27 ]        |
| 2009 | Young Artist Award       | Fiatal színésznő legjobb alakítása televíziós sorozat vendégszerepében                                                                                              | October Road                | Jelölve  | [ 28 ]        |
| 2009 | Young Artist Award       | Fiatal színésznő legjobb alakítása televíziós sorozat mellékszerepében                                                                                              | Elsőszámú ellenségem        | Elnyerte | [ 28 ]        |
| 2010 | Young Artist Award       | Fiatal színésznő legjobb alakítása televíziós sorozat vendégszerepében                                                                                              | Mental                      | Jelölve  | [ 29 ]        |
| 2011 | Young Artist Award       | Fiatal színésznő kiemelkedő alakítása televíziós sorozat főszerepében (vígjáték vagy dráma)                                                                         | Indul a risza!              | Elnyerte | [ 30 ]        |
| 2011 | Young Artist Award       | Kiemelkedő fiatal együttes televíziós sorozatban (megosztva velük: Zendaya Coleman, Davis Cleveland, Roshon Fegan, Adam Irigoyen, Kenton Duty és Caroline Sunshine) | Indul a risza!              | Jelölve  | [ 30 ]        |
| 2011 | Young Artist Award       | Fiatal színésznő 11-15 legjobb alakítása televíziós sorozat vendégszerepében                                                                                        | Varázslók a Waverly helyből | Jelölve  | [ 30 ]        |
| 2011 | Young Artist Award       | Fiatal színésznő 11-16 legjobb alakítása televíziós sorozat visszatérő szerepében                                                                                   | Big Love                    | Jelölve  | [ 30 ]        |
| 2011 | Imagen Awards            | Legjobb fiatal színésznő – Televízió | Indul a risza!              | Jelölve  | [ 31 ]        |
| 2012 | Young Artist Award       | Fiatal színésznő kiemelkedő alakítása televíziós sorozat főszerepében                                                                                               | Indul a risza!              | Jelölve  | [ 32 ]        |
| 2012 | Young Artist Award       | Kiemelkedő fiatal együttes televíziós sorozatban (megosztva velük: Zendaya Coleman, Davis Cleveland, Roshon Fegan, Adam Irigoyen, Kenton Duty és Caroline Sunshine) | Indul a risza!              | Jelölve  | [ 32 ]        |
| 2012 | Imagen Awards            | Legjobb fiatal színésznő – Televízió | Indul a risza!              | Elnyerte | [ 33 ]        |
| 2012 | Hollywood Teen TV Awards | Kedvelt televíziós színésznő | Indul a risza!              | Jelölve  | [ 34 ]        |
| 2012 | ALMA Awards              | Kedvelt televíziós színésznő – Vígjáték | Indul a risza!              | Jelölve  | [ 35 ] [ 36 ] |
| 2013 | Young Artist Award       | Fiatal színésznő kiemelkedő alakítása televíziós sorozat főszerepében, minisorozatban, különleges vagy pilot epizódban                                              | Bar/átok                    | Jelölve  | [ 37 ]        |

## Könyvei magyarul
- Bella Thorne–Elise Allen: Autumn ajándéka; ford. Steiner Kristóf; Manó Könyvek, Bp., 2016 (Menő könyvek)

## Fordítás
- Ez a szócikk részben vagy egészben  a   Bella Thorne című angol Wikipédia-szócikk ezen változatának fordításán alapul.  Az eredeti cikk szerkesztőit annak laptörténete sorolja fel. Ez a jelzés csupán a megfogalmazás eredetét és a szerzői jogokat jelzi, nem szolgál a cikkben szereplő információk forrásmegjelöléseként.